# Patrick Wolff
 (novembre 2014).
Si vous disposez d'ouvrages ou d'articles de référence ou si vous connaissez des sites web de qualité traitant du thème abordé ici, merci de compléter l'article en donnant les références utiles à sa vérifiabilité et en les liant à la section « Notes et références ».
Pour les articles homonymes, voir Wolff et Patrick Wolff (homonymie).
Patrick Wolff, né le 10 février 1947, est un dirigeant d'entreprise et de rugby à XV français. Il est vice-président de la Ligue nationale de rugby de 1998 à 2016.

## Biographie

### Famille
Patrick Wolff est le fils de Jeannine Jacob et Claude Wolff, expert-comptable et homme politique français, et le petit-fils de Simon Wolff, boucher-charcutier à Strasbourg, et Marthe Khan. Il a deux sœurs, Catherine et Béatrice.

### Carrière
Diplômé de l'ESSEC et docteur en sciences économiques, il est expert-comptable, commissaire aux comptes et expert judiciaire. Il a occupé les fonctions de vice-président de la Compagnie nationale des commissaires aux comptes chargé de l’international.
Il a été moniteur et entraîneur de ski, membre du circuit mondial universitaire avec des participations au circuit national (championnats de France, grandes compétitions sur le territoire français). Il est également président fondateur de l'Open des volcans inscrit au circuit européen de golf.
Il est président de l'entreprise Wolff et associés qui a été créée en 2004. Il est également mandataire de deux autres sociétés : Beausoleil et Pcb sté civile.
Il est vice-président exécutif de l’ASM Clermont Auvergne de 1995 à 2001.
De 1998 à 2016, il est membre du comité directeur de la Ligue nationale de rugby et en est également vice-président à partir de sa création. En 2012, il est candidat à la présidence de la Ligue nationale de rugby pour succéder à Pierre-Yves Revol. Il est réélu au comité directeur en tant que personnalité extérieure mais Paul Goze est élu président de la ligue. Il s'élève contre la présence trop importante des étrangers dans les équipes qui concourent au Top 14. À partir de 2012, il est vice-président chargé du modèle économique, du cadre institutionnel et des stades. Il représente aussi la LNR au comité directeur de la Fédération française de rugby. Le 29 janvier 2016, il démissionne de la Ligue nationale de rugby en dénonçant un « modèle factice » qui nuirait à l’ensemble du rugby français et mettrait « en danger de mort la chaîne qui va des poussins à l’équipe de France ».
Il est président de l'Association nationale des ligues de sport professionnel depuis décembre 2010.

## Distinctions
- Chevalier de la Légion d'honneur (décret du 14 avril 2017)[6].